# Mauro Sarmiento
Mauro Sarmiento (Casoria, 10 de agosto de 1983) é um taekwondista italiano, .
Mauro Sarmiento competiu nos Jogos Olímpicos de 2008, e 2012 na qual conquistou a medalha de prata em 2008 e bronze em 2012.